# Hiles (condado de Wood, Wisconsin)
Hiles es un pueblo ubicado en el condado de Wood en el estado estadounidense de Wisconsin. En el Censo de 2010 tenía una población de 167 habitantes y una densidad poblacional de 1,82 personas por km².

## Geografía
Hiles se encuentra ubicado en las coordenadas 44°23′37″N 90°16′37″O / 44.39361, -90.27694. Según la Oficina del Censo de los Estados Unidos, Hiles tiene una superficie total de 91.52 km², de la cual 90.19 km² corresponden a tierra firme y (1.46%) 1.34 km² es agua.

## Demografía
Según el censo de 2010, había 167 personas residiendo en Hiles. La densidad de población era de 1,82 hab./km². De los 167 habitantes, Hiles estaba compuesto por el 97.87% blancos, el 0.53% eran afroamericanos, el 0,53 % eran de otras razas y el 2.99% pertenecían a dos o más razas. Del total de la población, el 1.8% eran hispanos o latinos de cualquier raza.